# Theonoe stridula
Theonoe stridula là một loài nhện trong họ Theridiidae.
Loài này thuộc chi Theonoe. Theonoe stridula được miêu tả năm 1906 bởi Crosby.